# Víktor Púsev
Víktor Púsev –en ruso, Виктор Пусев– (Gómel, URSS, 28 de marzo de 1966) es un deportista soviético que compitió en piragüismo en la modalidad de aguas tranquilas. Ganó cuatro medallas en el Campeonato Mundial de Piragüismo entre los años 1985 y 1989.

## Palmarés internacional
| Campeonato Mundial | Campeonato Mundial | Campeonato Mundial | Campeonato Mundial |
| Año                | Lugar              | Medalla            | Competición        |
| ------------------ | ------------------ | ------------------ | ------------------ |
| 1985               | Malinas (Bélgica)  | Medalla de plata   | K2 1000 m          |
| 1985               | Malinas (Bélgica)  | Medalla de bronce  | K2 500 m           |
| 1986               | Montreal (Canadá)  | Medalla de bronce  | K2 500 m           |
| 1989               | Plovdiv (Bulgaria) | Medalla de oro     | K4 500 m           |